# Cantre'r Gwaelod

Bahía de Cardigan, donde se encontraría el Cantre'r Gwaelod

Cantre'r Gwaelod (en galés: a cientos de las tierras bajas) es un reino legendario descrito como una fértil franja de tierra situada entre las islas de Ramsey y la de Bardsey en la Bahía de Cardigan, al occidente de Gales.
La capital del reino era Caer Wyddno, sede del soberano Gwyddno Garanhir. Se dice que las campanas de su iglesia repican en caso de peligro.

## Realidad y mito
Se describe el país como amurallado y protegido del océano por el dique Sarn Badrig (Calzada de San Patricio), cuya protección había sido encomendada a dos príncipes. Uno de ellos, Seithenyn, es un gran comedor y bebedor que por negligencia permite que las aguas superen el nivel de las esclusas.
Se ha adelantado como explicación que el mito se originó tras el aumento del nivel de los océanos tras la última glaciación. Su estructura es similar al del Diluvio, muy frecuente en las culturas antiguas. Es probable que los restos del bosque hundido entre Borth y Sarn Badrig hayan inspirado la historia. 
Sin embargo, no hay ninguna evidencia de que en dichos lugares hayan vivido seres humanos.